# سبايدر-مان: العودة للوطن
الرجل العنكبوت: العودة للوطن (بالإنجليزية: Spider-Man: Homecoming) هو فيلم بطل خارق أمريكي صدر عام 2017، مقتبس عن شخصية سبايدرمان من قصص مارفل المصورة، من إنتاج كولومبيا بيكتشرز، واستوديوهات مارفل، وباسكال بيكتشرز، وتوزيع سوني بيكتشرز ريليسينغ. وهو ثاني فيلم إعادة إنتاج لسلسلة سبايدرمان، والفيلم السادس عشر في عالم مارفل السينمائي (MCU). أخرج الفيلم جون واتس، وكتب السيناريو جوناثان غولدشتاين وجون فرانسيس دالي، وواتس وكريستوفر فورد، وكريس ماكينا وإريك سومرز. يؤدي توم هولاند دور بيتر باركر/سبايدرمان، إلى جانب مايكل كيتون، وجون فافرو، وغوينيث بالترو، وزيندايا، ودونالد غلوفر، وجاكوب باتالون، ولورا هاريير، وتوني ريفولوري، وبوكيم وودباين، وتين دالي، وماريسا تومي، وروبرت داوني جونيور. في الفيلم، يحاول باركر الموازنة بين حياته في المدرسة الثانوية وكونه سبايدرمان، بينما يواجه النسر (كيتون).
في فبراير 2015، توصلت استوديوهات مارفل وسوني إلى اتفاق لتقاسم حقوق فيلم سبايدرمان، ودمج الشخصية في عالم مارفل السينمائي الراسخ. في يونيو التالي، تم اختيار هولاند لأداء الشخصية الرئيسية، وتم تعيين واتس لإخراج الفيلم. تبع ذلك بعد فترة وجيزة تعيين دالي وجولدشتاين. في أبريل 2016، تم الكشف عن عنوان الفيلم، إلى جانب طاقم عمل إضافي، بما في ذلك داوني في دوره في عالم مارفل السينمائي لشخصية توني ستارك / الرجل الحديدي. بدأ التصوير الرئيسي في يونيو 2016 في استوديوهات باينوود أتلانتا في مقاطعة فاييت، جورجيا، واستمر في أتلانتا ولوس أنجلوس ومدينة نيويورك. تم الكشف عن كتاب السيناريو الآخرين أثناء التصوير، الذي انتهى في برلين في أكتوبر 2016. بذل فريق الإنتاج جهودًا لتمييز الفيلم عن أفلام سبايدرمان السابقة.
عُرض فيلم "الرجل العنكبوت: العودة للوطن" لأول مرة في هوليوود، لوس أنجلوس، في 28 يونيو 2017، وتم إصداره في الولايات المتحدة في 7 يوليو، كجزء من المرحلة الثالثة من عالم مارفل السينمائي. حقق فيلم "العودة للوطن" إيرادات تجاوزت 880 مليون دولار أمريكي عالميًا، ليصبح ثاني أنجح أفلام سبايدرمان وسادس أعلى الأفلام إيرادات في عام 2017. وقد نال الفيلم إشادة واسعة بفضل أسلوبه الخفيف، وتركيزه على حياة باركر في المدرسة الثانوية، وأداء الممثلين، لا سيما هولاند وكيتون. صدر جزآن تكميليان: سبايدرمان: بعيدًا عن الوطن (2019) وسبايدرمان: لا عودة للوطن (2021). ويجري حاليًا تطوير ثلاثية جديدة من السلسة من سوني ومارفل ستوديوز.

## القصة
بعد معركة نيويورك عام 2012، تعاقد أدريان تومز وشركته للإنقاذ لتنظيف المدينة، لكن إدارة مكافحة الأضرار (DODC)، وهي شراكة بين توني ستارك والحكومة الأمريكية، تولت مسؤولية عملياتهم. غضب تومز من إقصائه من العمل، فأقنع موظفيه بالاحتفاظ بتقنية شيتوري التي استولوا عليها بالفعل واستخدامها في صنع وبيع أسلحة متطورة، بما في ذلك بدلة نسر طائرة استخدمها تومز لسرقة خلايا طاقة شيتوري.
بعد ثماني سنوات، وبعد انضمامه إلى المنتقمين من قِبل ستارك للمساعدة في نزاع داخلي في ألمانيا، استأنف بيتر باركر دراسته في مدرسة ميدتاون للعلوم والتكنولوجيا عندما أخبره ستارك أنه ليس مستعدًا بعد ليصبح منتقمًا متفرغًا. ترك باركر فريقه الأكاديمي في مدرسته ليقضي المزيد من الوقت في التركيز على أنشطته في مكافحة الجريمة بصفته سبايدرمان. ويكتشف صديقه المقرب، نيد، هويته السرية في النهاية.
يصادف باركر شركاء تومز، جاكسون برايس/شوكر، وهيرمان شولتز، وهما يبيعان أسلحة للمجرم المحلي آرون ديفيس. ينقذ باركر ديفيس قبل أن يقبض عليه تومز ببدلة النسر، ويسقط في بحيرة، ويكاد يغرق بعد أن علق في مظلة مثبتة في بدلته. ينقذه ستارك، الذي يراقب بدلة سبايدرمان التي أهداها لباركر، ويحذره من المزيد من التورط مع المجرمين. يقتل تومز برايس عن طريق الخطأ بأحد أسلحتهم، ويصبح شولتز شوكر الجديد.
يدرس باركر ونيد سلاحًا تركه برايس، ويزيلان نواة قوته. عندما يقود جهاز تتبع على شولتز إلى ماريلاند، ينضم باركر مجددًا إلى فريقه الأكاديمي ويرافقهم إلى واشنطن العاصمة لحضور بطولتهم الوطنية. يعطل نيد وباركر جهاز التتبع الذي زرعه ستارك في بدلة سبايدرمان، ويفتحان ميزاته المتقدمة. يحاول باركر منع تومز من سرقة أسلحة من شاحنة DODC، لكنه يُحاصر داخلها، مما يُؤدي إلى تفويته البطولة. عندما يكتشف أن نواة الطاقة هي قنبلة شيتوري غير مستقرة، يُسرع إلى نصب واشنطن التذكاري، حيث يتم تنشيط النواة وتنفجر، مما يُحاصر نيد وأصدقائه في مصعد. يُنقذهم باركر، بمن فيهم زميلته في الدراسة وحبيبته ليز. بعد أيام، في مدينة نيويورك، على متن سفينة جزيرة ستاتن، يُلقي باركر القبض على ماك غارغان، المشتري الجديد لتومز، لكن تومز يهرب، ويُمزق سلاح معطل السفينة إلى نصفين. يُساعد ستارك باركر في إنقاذ الركاب، لكنه يُصادر بدلته عقابًا له على تهوره.
يعود باركر إلى حياته في المدرسة الثانوية ويطلب من ليز الذهاب معه إلى حفل "العودة للوطن". في ليلة الحفل، يكتشف أن تومز هو والد ليز. يُهدده تومز، مُستنتجًا هوية باركر السرية. أدرك باركر أن تومز يخطط لاختطاف طائرة تابعة لـ DODC تنقل أسلحة من برج المنتقمون إلى المقر الجديد للفريق في شمال ولاية نيويورك. غادر الحفلة وارتدى بدلة سبايدرمان القديمة محلية الصنع. وعلى الرغم من تعرضه لكمين في الخارج من قبل شولتز، إلا أنه هزمه بمساعدة نيد. هرع إلى وكر تومز، حيث هاجم تومز باركر، ودمر أعمدة دعم المبنى، وترك باركر ليموت محاصرًا بين أنقاض المبنى المنهار. هرب باركر واعترض الطائرة، ووجهها لتتحطم على شاطئ جزيرة كوني. واصل هو وتومز القتال، وانتهى الأمر بإنقاذ باركر لحياة تومز بعد انفجار بدلة النسر التالفة. ترك باركر تومز للشرطة مع حمولة الطائرة. بعد اعتقال والدها، ابتعدت ليز. رفض باركر دعوة من ستارك للانضمام إلى المنتقمون بدوام كامل، وتقدم ستارك لخطبة بيبر بوتس. يُعيد ستارك أيضًا بدلة سبايدرمان إلى باركر، الذي يرتديها فور دخول عمته ماي.
في مشهد منتصف شارة النهاية، يقترب غارغان المسجون من تومز في السجن، قائلاً إنه سمع أن الأخير يعرف هوية سبايدرمان الحقيقية، على الرغم من أن تومز ينكر ذلك.

## الطاقم
- توم هولاند بدور الرجل العنكبوت
- مايكل كيتون بدور النسر
- جون فافرو بدور هابي هوغان
- زيندايا بدور ام جاي
- ماريسا تومي بدور العمة ماي
- لورا هارير بدور ليز
- روبرت داوني جونيور في دور توني ستارك.
- جيكوب باتالون بدور نيد

## شباك التذاكر
حقق فيلم "الرجل العنكبوت: العودة للوطن" أكثر من 334.2 مليون دولار في الولايات المتحدة وكندا، و546 مليون دولار في مناطق أخرى، بإجمالي عالمي قدره 880.2 مليون دولار. حقق الفيلم ثاني أكبر افتتاح IMAX عالميًا لفيلم من إنتاج شركة Sony بإيرادات بلغت 18 مليون دولار. في مايو 2017، أشار استطلاع من فاندانجو إلى أن "الرجل العنكبوت: العودة للوطن" كان ثاني أكثر الأفلام الصيفية المنتظرة بعد فيلم المرأة المعجزة.بحلول 24 سبتمبر 2017، حقق الفيلم 874.4 مليون دولار في جميع أنحاء العالم، ليصبح أعلى فيلم أبطل خارقين ربحًا في عام 2017، وسادس أكبر فيلم مقتبس عن شخصية من مارفل. حسب ديدلاين هوليوود صافي ربح الفيلم بمبلغ 200.1 مليون دولار، مع مراعاة ميزانيات الإنتاج والتسويق ومشاركات المواهب والتكاليف الأخرى؛ إيرادات شباك التذاكر وإيرادات البث المنزلي وضعته في المركز السابع على قائمة "أكثر الأفلام نجاحًا" لعام 2017.
حقق الفيلم 50.9 مليون دولار في يوم عرضه الأول في الولايات المتحدة وكندا (بما في ذلك 15.4 مليون دولار من معاينات ليلة الخميس)، وبلغ إجمالي إيراداته في نهاية الأسبوع 117 مليون دولار، متصدرًا قائمة الأفلام الأعلى إيرادات في نهاية الأسبوع. وكان ثاني أعلى افتتاحية لفيلم سبايدرمان وفيلم سوني، بعد فيلم سبايدرمان 3 الذي حقق 151.1 مليون دولار في عام 2007.

## الاستقبال النقدي
أفاد موقع تجميع المراجعات "روتن توميتوز" بنسبة موافقة بلغت 92%، بمتوسط تقييم 7.6/10، بناءً على 400 مراجعة. وجاء في إجماع النقاد على الموقع: "يقدم فيلم "الرجل العنكبوت: العودة للوطن" كل ما يمكن أن يقدمه فيلم إعادة إنتاج ثانٍ، مقدمًا مغامرة شيقة وممتعة تنسجم تمامًا مع عالم مارفل السينمائي الواسع دون الانغماس في بناء الامتيازات". أما موقع ميتاكريتيك، الذي يستخدم متوسطًا مرجحًا، فقد منح الفيلم 73 من 100، بناءً على 51 ناقدًا، مما يشير إلى "مراجعات إيجابية بشكل عام". وقد منح الجمهور الذي استطلعت آراءه سينما سكور الفيلم متوسط تقييم "A" على مقياس من A+ إلى F، بينما أفاد موقع بوست تراك أن رواد السينما منحوه تقييمًا إيجابيًا إجماليًا بنسبة 89% و"توصية مؤكدة" بنسبة 74%.

## وصلات خارجية
- مقالات تستعمل روابط فنية بلا صلة مع ويكي بيانات

لا توجد روابط لمواقع التواصل الاجتماعي.